# Sziru Kandi
Sziru Kandi (pers. شيروكندي) – wieś w Iranie, w ostanie Azerbejdżan Zachodni. W 2006 roku liczyła 112 mieszkańców w 22 rodzinach.